# Chiesa del Santissimo Sacramento (Trento)
La chiesa del Santissimo Sacramento è un luogo di culto cattolico situato a Trento.

## Storia

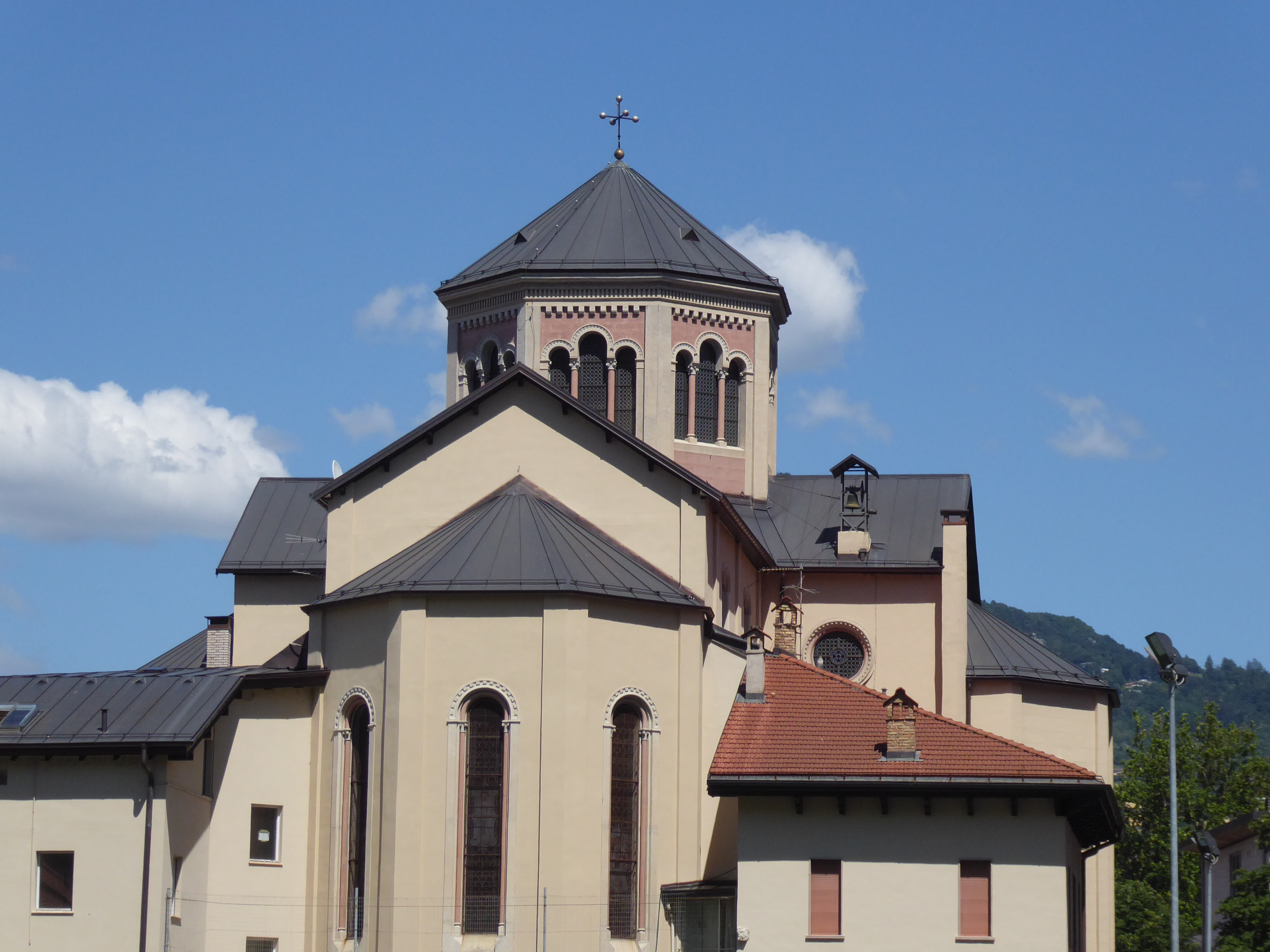
Retro

Venne ideata e promossa agli inizi del '900 da monsignor Graziano Flabbi. Il 7 giugno 1903 ci fu l'approvazione del progetto per l'acquisto del terreno che il vescovo Eugenio Carlo Valussi affidò a monsignor Flabbi.
L'area era un grande ortaglia con casa rustica gialla e costò 36.000 corone, per pagare le quali fu assunto un mutuo presso la Banca Cattolica di Trento. La progettazione della chiesa venne affidata all'architetto Emilio Paor, che si ispirò al Duomo di Lonigo ed iniziò i lavori nel 1911. Il 19 settembre 1912 fu benedetta la prima pietra dal cardinale Willem Marinus van Rossum; dopo la Grande Guerra l'opera venne ripresa solo nel 1925, per essere poi consacrata dal vescovo Celestino Endrici il 5 maggio 1926.
Il 13 maggio 1944 la chiesa venne colpita da un bombardamento aereo con danni nella sagrestia, nella tribuna e nella facciata sud. In seguito divenne un magazzino di cereali e fu dotata perfino di un mulino, rimanendo chiusa dal 1943 al 1947. Solamente nel 1948 la chiesa fu riaperta al culto. Infine nel 1963 l'arcivescovo Alessandro Maria Gottardi firmò il decreto di istituzione della nuova parrocchia del Santissimo Sacramento, sorta dallo smembramento della parrocchia del Duomo e di San Giuseppe.

## Descrizione

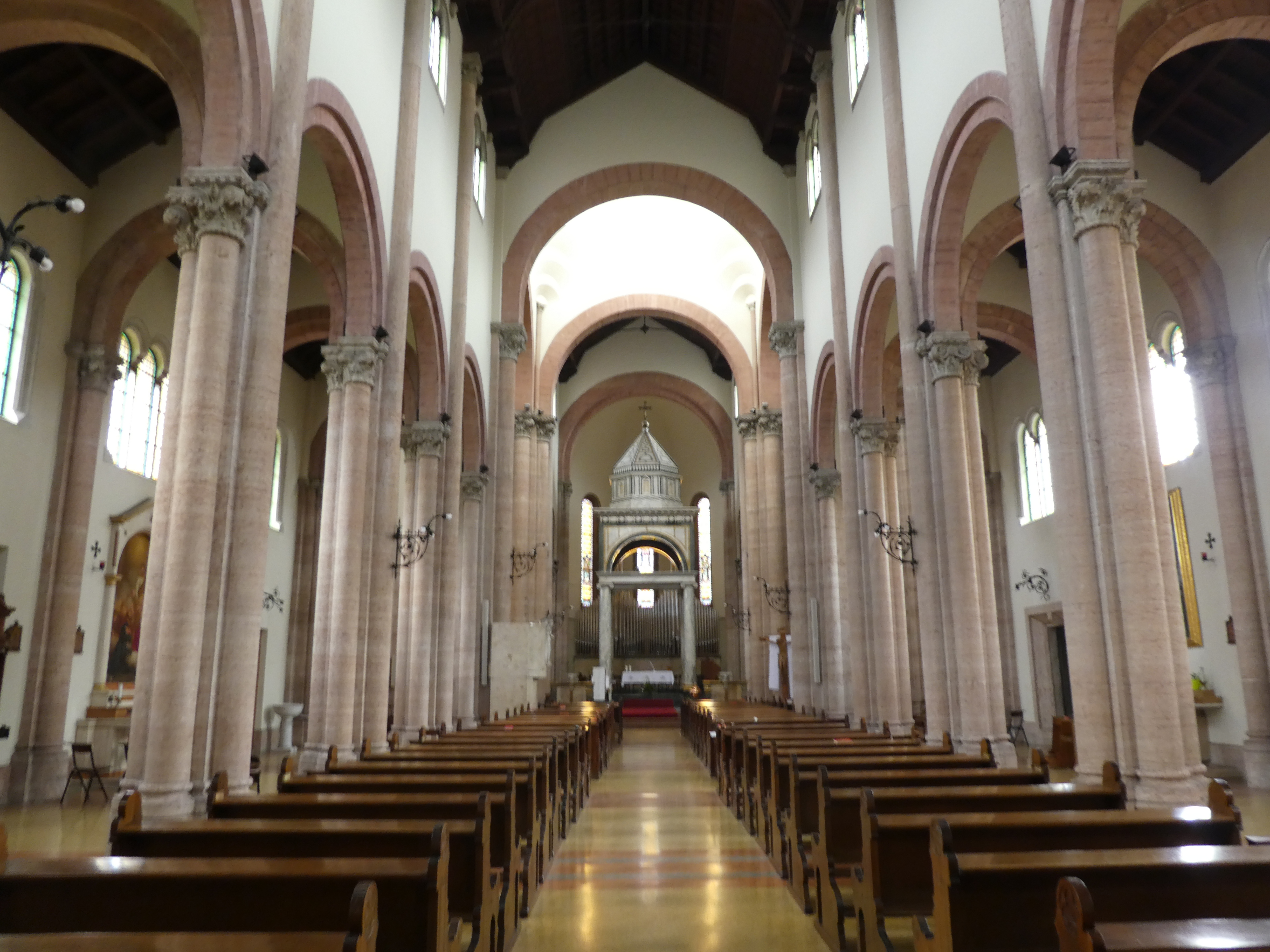
Interno

### Esterno
La chiesa presenta una mole maestosa in stile romanzo modernizzato ed è un espressivo edificio di architettura storicistica di inizio secolo. La sua pianta è a croce latina, lunga 51,50 metri e larga 20, con tre navate. La chiesa è sovrastata da una cupola di 29 metri di forma ottagonale a cui è sovrapposta la croce. La facciata principale invece è alta 20 metri ed è a salienti, con la parte superiore in cementizio rosso e quella inferiore in pietra viva a corsi bianchi e rossi.
Un bel protiro in pietra, sostenuto da due colonne poligonali di marmo rosso, adorna la porta maggiore inserita in un portale strombato. Sul portone è riportata in rilievo, a lettere di bronzo, la scritta "Venite adoremus", che rimarrà il motto dell'adorazione perpetua e il motivo per cui la chiesa è stata eretta.
Nel centro della facciata c'è il rosone grande e maestoso che la contempla e la abbellisce. Al termine del restauro (nell'ottobre 2008) le trifore delle navate e del tiburio sono state completamente riaperte come in origine e la luce che entra da ben 150 finestre inonda la chiesa.

### Organo a canne
A pavimento nell'abside, alle spalle del presbiterio, si trova l'organo a canne Mascioni opus 613, costruito nel 1945 per un'abitazione privata di Milano e successivamente trasferito nell'attuale collocazione; nel 2010 è stato restaurato ed ampliato dalla stessa casa organaria. A trasmissione elettrica, dispone di 38 registri su 3 manuali e pedale; la cassa di contenzione è limitata al basamento delle canne di facciata, appartenenti al registro di principale a palizzata, con bocche a mitria.